# Perizoma rantaizanensis
Perizoma rantaizanensis är en fjärilsart som beskrevs av Alfred Ernest Wileman 1915. Perizoma rantaizanensis ingår i släktet Perizoma och familjen mätare. Inga underarter finns listade i Catalogue of Life.